# Gornjak-UGMK
Gornjak-UGMK (russisk: Горняк-УГМК) er en professionel russisk ishockeyklub fra Verkhnjaja Pysjma, og som har hjemmebane i Isarena til minde om Aleksandr Kozitsyn med 1.100 tilskuerpladser. Klubben blev grundlagt i 2012 og er farmerklub for KHL-klubben Avtomobilist Jekaterinburg. Siden 2017 har klubben spillet i den næstbedste russiske ishockeyliga, VHL, hvor den tre gange har nået kvartfinalerne i ligaens slutspil: i sæsonerne 2020-21, 2021-22 og 2022-23.
Klubben hed oprindeligt blot Gornjak og havde hjemmebane i Utjaly i Basjkortostan, ca. 300 km syd for Jekaterinburg, men i januar 2021 annoncerede Avtomobilist, at farmerklubben flyttede til Jekaterinburg-forstaden Verkhnjaja Pysjma, hvorved organisationens KHL-, VHL- og juniorhold geografisk blev bragt tættere på hinanden, så de bedre kunne samarbejde. Organisationen er sponsoreret af Ural Mining and Metallurgical Company, hvis russiske navn forkortes UGMK, og fra begyndelsen af sæsonen 2021-22 blev klubbens navn udvidet med sponsornavnet til Gornjak-UGMK. Samtidig fik holdet også nyt logo og nye klubfarver, der matchede KHL-klubben Avtomobilist Jekaterinburgs farver.

## Historie
Tekst mangler, hjælp os med at skrive teksten

## Titler og medaljer

### Nationale turneringer
- Ingen

## Sæsoner

### VHL(2017-)
I 2010 blev VHL etableret som afløser for Højeste Liga på niveau 2 i russisk ishockey, og i 2017 blev Gornjak optaget i ligaen.
| VHL     | VHL        | VHL       | VHL       | VHL       | VHL       | VHL       | VHL       | VHL       | VHL       | VHL                                               |
| Sæson   | Grundspil  | Grundspil | Grundspil | Grundspil | Grundspil | Grundspil | Grundspil | Grundspil | Grundspil | Slutspil                                          |
| Sæson   | Division   | Plac.     | K         | V         | Vo        | To        | T         | Målscore  | Point     | Slutspil                                          |
| ------- | ---------- | --------- | --------- | --------- | --------- | --------- | --------- | --------- | --------- | ------------------------------------------------- |
| 2017-18 | -          | 23/27     | 52        | 17        | 2         | 5         | 28        | 132-158   | 60        | Ikke kvalificeret                                 |
| 2018-19 | -          | 24/29     | 56        | 17        | 5         | 5         | 29        | 160-175   | 49        | Ikke kvalificeret                                 |
| 2019-20 | Division C | 2/8       | 54        | 25        | 7         | 6         | 16        | 136-111   | 70        | Ottendedelsfinalist (Dinamo Sankt Petersborg 1-4) |
| 2020-21 | -          | 4/26      | 50        | 24        | 9         | 5         | 12        | 145-109   | 71        | Kvartfinalist (Rubin Tjumen 0-4)                  |
| 2021-22 | -          | 12/27     | 52        | 22        | 7         | 7         | 16        | 149-136   | 65        | Kvartfinalist (Jugra Khanty-Mansijsk 1-4)         |
| 2022-23 | -          | 16/26     | 50        | 21        | 7         | 2         | 20        | 138-136   | 58        | Kvartfinalist (Metallurg Novokuznetsk 2-4)        |
| 2023-24 | -          | 19/29     | 56        | 21        | 7         | 4         | 24        | 148-161   | 60        | Ikke kvalificeret                                 |

## Trænere
Tekst mangler, hjælp os med at skrive teksten